# Hoekcontactlager

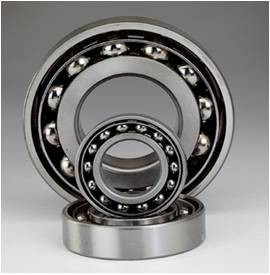
hoekcontactlagers

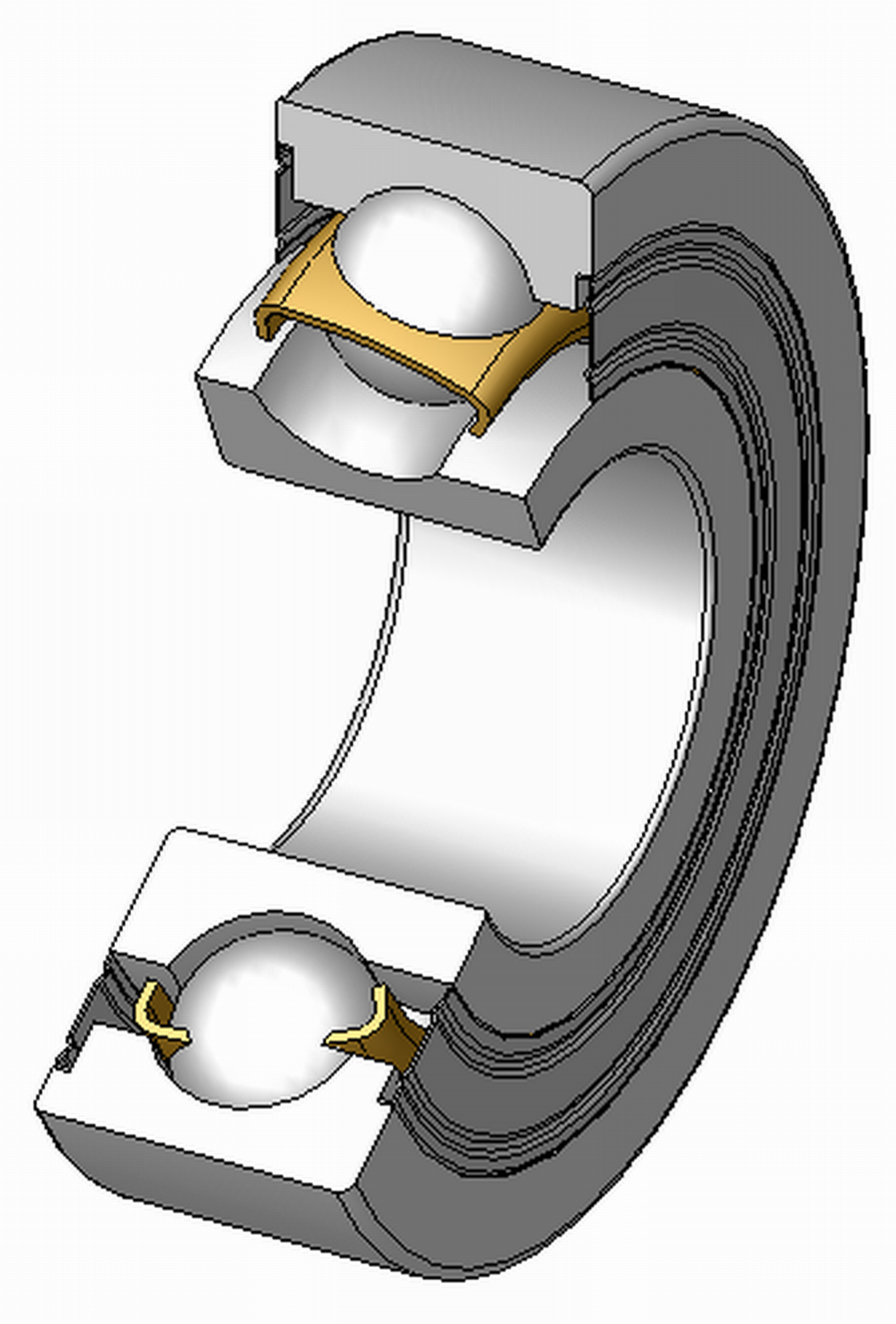
Opengewerkt schema van een enkelvoudig hoekcontactlager

Een hoekcontactlager is een speciaal type kogellager. Het is zo geconstrueerd dat het naast radiale, ook axiale krachten kan opvangen. De binnen- en buitenring van het lager zijn daarvoor asymmetrisch ontworpen, zodanig dat de drukhoek scheef staat.

Schema van enkelvoudig hoekcontactlager. A=axiale belasting; R=radiale belasting
dubbelrijïge variant

Doorgaans bedraagt deze hoek tussen de 20 en 40 graden. Naarmate de drukhoek groter is, kan het lager grotere axiale krachten opnemen, maar minder goed radiale krachten.
Vaak worden hoekcontactlagers gepaard of dubbelrijïg uitgevoerd, waarbij beide rijen kogels axiale krachten in tegengestelde richtingen opvangen. Soms is dat niet nodig, omdat axiale krachten altijd slechts in één richting inwerken, zoals het geval is bij een boormachine.